# Спомен-обележје Лепињица
Спомен-обележје Лепињица на Фрушкој гори, налази се недалеко од Летенке, поред Партизанског пута.
На овом месту је сахрањена партизанка Радинка Витасовић (1924—1943), звана Лепињица. Ова храбра девојка пореклом је из Лаћарка и рођена сестра народног хероја Тривуна Витасовића. Подлегла је ранама након „Заседе код Нештина” 23. августа 1943. године, коју је организовала Трећа војвођанска ударна бригада против окупатора нациста. 
На овом потесу је током Другог светског рата боравио Главни штаб НОВ и ПО Војводине.
Недалеко од споменика низ ливаду у шуми налази се извор Широки До.